# محرم (تیربار)
تیربار چرخان محرم (به انگلیسی: Muharram) یک تیربار شش لول چرخان ۱۲٫۷ میلی‌متری ساخت ایران است. این سلاح‌ها در واژه عامیانه به تیربار گاتلینگ معروف هستند.  